# December 1937
| Deze maand                                                                             |
| -------------------------------------------------------------------------------------- |
| - Italië verlaat de Volkenbond - Val van Nanking - Antisemitische regering in Roemenië |

De volgende gebeurtenissen speelden zich af in december 1937. 
- 1 - De Fransman André Japy komt na een non-stopvlucht van 25 uur 55 minuten vanuit Istres aan in Djibouti, een recordlengte voor een vlucht zonder tussenlanding.
- 2 - De Tweede Kamer stemt in ruime meerderheid in met de invoering van de Crisisinvoerwet.
- 5 - In een herderlijk schrijven van het Duitse episcopaat wordt de houding van de Duitse staat tegen de kerk gelaakt.
- 7 - In hun match om het wereldkampioenschap schaken wint Alexander Aljechin de 25e partij van Max Euwe, waarmee hij tot een beslissende 15½-9½ voorsprong komt, en dus de wereldtitel overneemt.
- 7 - Het Retoromaans wordt, naast het Duits, Frans en Italiaans, de vierde officiële taal van Zwitserland.
- 11 - Italië treedt uit de Volkenbond.
- 11 - De Franse minister van buitenlandse zaken Yvon Delbos spreekt in Boekarest met zijn Roemeense collega Victor Antonescu. Zij pleiten voor verdere versterking van de betrekkingen tussen beide landen.
- 11 - In Duitsland wordt de verdere controle van de Evangelische Kerk geregeld door Hanns Kerrl, Rijksminister voor Kerkelijke Gelegenheden. De staatsvertegenwoordiger krijgt de zeggenschap over alle zaken met uitzondering van belijdenis en eredienst. Voor aanstelling en ontslag van kerkelijke ambtenaren is toestemming nodig van de rijksminister.
- 12-14 december - Yvon Delbos bezoekt Belgrado. Het handelsverdrag tussen Frankrijk en Joegoslavië wordt vernieuwd.
- 13[1] - Op de Jangtse wordt de Amerikaanse kannoneerboot Panay door de Japanners tot zinken gebracht.
- 13 - De Japanners nemen Nanking in.
- 13 - Paus Pius XI benoemt vijf nieuwe kardinalen: Pierre-Marie Gerlier, Arthur Hinsley, Giuseppe Pizzardo, Adeodato Giovanni Piazza en Ermenegildo Pellegrinetti.
- 13 - Nederland besluit tot uitbreiding van de dienstplicht. De oefentijd wordt verlengd van 5½ naar 11 maanden, en het aantal dienstplichtigen van 19500 naar 32000
- 14 - De Tweede Kamer stemt voor volledige invoering van de spelling-Marchant.
- 14 - Na de val van Nanking wordt in Beijing door de Japanners een voorlopige nieuwe Chinese regering geïnstalleerd.
- 14 - De Verenigde Staten protesteren bij Japan tegen het zinken van de Panay.
- 14 - De behandeling van 1453 naturalisatie-aanvragen leidt tot verhit debat in de Tweede Kamer. De NSB maakt bezwaar tegen het grote aantal Joden dat naturalisatie verkrijgt. Minister Carel Goseling verdedigt zich door te stellen dat de wet geen verschil naar ras maakt in de aanvragen, en discriminatie moet worden voorkomen.
- 15[1] - Hitlers stafchef Otto Meißner wordt verhoogd van staatssecretaris tot volwaardig rijksminister.
- 15 - Italië verlaat ook het Internationaal Arbeidsbureau.
- 15 - In Japan vinden grootschalige arrestaties plaats van socialisten en andere politiek linkse personen.
- 16 - In Zwitserland wordt Johannes Baumann tot bondspresident gekozen voor het jaar 1938.
- 16 - In de Sovjet-Unie worden acht 'landverraders', waaronder Jenoekidze en Karachan, ter dood veroordeeld als onderdeel van de Grote Zuivering.
- 18 - Yvon Delbos keert terug na nog een bezoek aan Praag.
- 18-19 - Chinese soldaten steken Japanse textielfabrieken en andere bezittingen in Qingdao
- 21[1] - De Prix Goncourt wordt toegekend aan Charles Plisnier.
- 22 - De rechter in Frankrijk verbiedt de Parti Social Français als zijnde een feitelijke voortzetting van het in 1936 ontbonden Croix de Feu.
- 24 - Japan zendt een reactie op de Amerikaanse protesten tegen het zinken van de Panay dat de Amerikanen tevreden stelt. Japan bekent schuld, geeft schadevergoeding en zal maatregelen nemen om herhaling te voorkomen.
- 25[1] - Nederland erkent de koning van Italië als keizer van Abessynië.
- 25 - In zijn kersttoespraak stelt paus Pius XI dat er in Duitsland een werkelijke geloofsvervolging bestaat.
- 28 - Het Roemeense kabinet-Tatarescu treedt af na een verkiezingsoverwinning van de IJzeren Garde. Octavian Goga vormt een nieuwe regering.
- 29 - In Ierland wordt een nieuwe grondwet van kracht.
- 29 - De eerste maatregelen van de nieuwe regering-Goga zijn antisemitisch van aard:
  - De pers wordt genationaliseerd
  - Bedrijven die door Joden worden geleid, worden uitgesloten van staatsleveringen
  - Joden worden uit het openbaar bestuur verwijderd
- 29 - De Maasbrug bij Hedel wordt opengesteld voor het verkeer.
- 30 - In Egypte wordt het kabinet-Nahas Pasja door koning Faroek ontslagen. Mohammed Mahmoed Pasja vormt een nieuwe regering.

en verder:
- De Chinese provincie Honan verklaart zich onafhankelijk onder generaal Sjiao Joei-tsjen.
- Duitsers in het Memelland verzetten zich tegen onteigeningen ten behoeve van infrastructurele werken door de Litouwsche staat.

<< · januari · februari · maart · april · mei · juni · juli · augustus · september · oktober · november · december · >>